# ماژان
ماژان شهری در بخش جلگه ماژان، شهرستان خوسف، استان خراسان جنوبی ایران و مرکز بخش جلگه ماژان است. براساس مصوبه وزارت کشور در تاریخ ۱۳۹۹/۰۸/۲۰ به شهر تبدیل گردید.
شهرداری ماژان در سال ۱۴۰۰ افتتاح شد.

## جمعیت
بر پایه سرشماری عمومی نفوس و مسکن در سال ۱۳۹۵ جمعیت این شهر ۴۷۶ نفر (۱۵۱ خانوار) بوده‌است.